# Rubén Guifarro
Rubén Guifarro Moradel (Catacamas, Olancho, 15 de octubre de 1946) es un exfutbolista y actual director técnico hondureño. 

## Selección nacional
Fue internacional con la selección de fútbol de Honduras, donde destaca su participación en dos juegos ante Costa Rica y México por las Eliminatorias para el Mundial de Alemania 1974.

## Clubes

### Como futbolista
| Club    | País     | Año         |
| ------- | -------- | ----------- |
| Motagua | Honduras | 1967 - 1984 |

### Como entrenador
| Club                       | País     | Año         |
| -------------------------- | -------- | ----------- |
| Motagua                    | Honduras | 1985 - 1987 |
| Real España                | Honduras | 2001        |
| Marathón                   | Honduras | 2002        |
| Selección hondureña sub-20 | Honduras | 2004 - 2006 |
| Platense                   | Honduras | 2009        |
| Real Juventud              | Honduras | 2009        |
| Atlético Choloma           | Honduras | 2011        |
| Juticalpa                  | Honduras | 2012        |
| Real Juventud              | Honduras | 2012        |
| Yoro Fútbol Club           | Honduras | 2012 - 2013 |
| Real Juventud              | Honduras | 2014        |
| Independiente              | Honduras | 2014        |
| Santos                     | Honduras | 2018        |
| Bucaneros                  | Honduras | 2019        |